# West Halton
West Halton – wieś w Anglii, w hrabstwie ceremonialnym Lincolnshire, w dystrykcie (unitary authority) North Lincolnshire. Leży 50 km na północ od Lincoln i 244 km na północ od Londynu. W 2001 miejscowość liczyła 331 mieszkańców.